# 데니스 보로넨코프

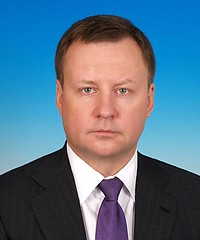

데니스 니콜라예비치 보로넨코프(러시아어: Денис Николаевич Вороненков, 1971년 4월 10일 ~ 2017년 3월 23일)는 러시아의 정치인이다. 2011년부터 2016년까지 하원의원을 역임하였고 2000년부터 2013년까지 통합당원이었으며, 2011년부터 2016년까지는 러시아 연방 공산당원이었다.
2017년 3월 23일 키예프의 프리미어 팰리스 호텔에서 괴한의 총격으로 피살되었다. 2일 후인 2017년 3월 25일, 보로넨코프는 키예프의 즈베리네츠키 묘지에 묻혔다.